# Una vita come tante
Una vita come tante (A Little Life) è un romanzo del 2015 della scrittrice statunitense Hanya Yanagihara.

## Trama
Il romanzo segue le vite di quattro uomini dal college fino alla mezza età: l'avvocato Jude, l'architetto Malcolm, l'artista JB e l'attore Willem. Con il passare degli anni tutti e quattro ottengono un enorme successo nei rispettivi campi, anche se Jude è continuamente tormentato dai ricordi della sua terribile infanzia, che sfoga con feroci atti di autolesionismo. Abbandonato in un convento da neonato, Jude è cresciuto subendo gli abusi perpetrati su di lui dai frati, finché un giorno il frate con cui Jude aveva il rapporto migliore, Fratello Luke, lo ha convinto a scappare con lui dal convento e lo ha illuso portandolo a prostituirsi per anni. Dopo essere stato salvato dalla polizia, Jude subisce ulteriori abusi mentre si trova in affidamento e alla fine riesce a scappare, solo per essere catturato da un medico che lo rapisce, cura la malattia venerea che aveva contratto a causa del suo lavoro, abusa di lui sessualmente e infine lo investe con l'auto, causandogli danni permanenti alle gambe e alla colonna vertebrale. Grazie all'aiuto di un'assistente sociale, che muore di cancro poco dopo, Jude riesce ad entrare in un college prestigioso, dove conosce i suoi tre amici.
Pur essendo molto amato da Malcolm, JB e Willem, le condizioni psicofisiche di Jude peggiorano ulteriormente dopo una relazione con Caleb, che lo maltratta, lo picchia e lo violenta. Le violenze subite da Caleb peggioreranno di gran lunga le tendenze autolesioniste di Jude fino ad arrivare al punto in cui tenta di togliersi la vita.  Dopo aver tentato il suicidio, Jude trova un po' di serenità grazie ai suoi amici e, soprattutto, a Willem, con cui inizia un'amorevole relazione. Tuttavia, dopo alcuni anni, Willem e Malcolm vengono uccisi in un incidente automobilistico, spingendo Jude, sempre più autolesionista e costretto su una sedia a rotelle dopo l'amputazione di entrambe le gambe, al suicidio. A ricordare la sua storia ci pensa Harold, il professore universitario di Jude che l'aveva adottato legalmente quando il giovane aveva compiuto trent'anni.

## Accoglienza
Il romanzo, distintosi anche per la copertina con l'impattante fotografia Orgasmic man, del fotografo Peter Hujar, del 1969, è stato accolto positivamente da diverse tra le maggiori testate statunitensi, tra cui The New Yorker, The Atlantic e The Wall Street Journal. The New York Times, invece, è stato più tiepido e ha criticato l'eccessivo pathos del romanzo, l'ambientazione indefinita e alcuni sviluppi poco realistici della trama. Nonostante le difficili tematiche trattate e la lunghezza del romanzo (oltre novecento pagine), Una vita come tante è diventato un best seller.
Una vita come tante è stato candidato a molti dei maggiori premi letterari, tra cui il Booker Prize, il National Book Award per la narrativa, il Women's Prize for Fiction e il International IMPAC Dublin Literary Award. Nel 2019 The Guardian ha classificato Una vita come tante al novantaseiesimo posto tra i cento migliori libri del XXI secolo.

## Adattamenti
Nel 2018 il regista teatrale Ivo van Hove ha curato un adattamento teatrale del romanzo andato in scena ad Amsterdam con Ramsey Nasr nel ruolo di Jude. Il copione del dramma è stato scritto a quattro mani da van Hove e dalla stessa Yanagihara. L'allestimento in lingua olandese è stato portato in tournée ad Edimburgo (2020) e New York (2022), mentre una traduzione il lingua inglese viene messa in scena all'Harold Pinter Theatre di Londra nel 2023 con James Norton nel ruolo di Jude.

## Edizioni
- Hanya Yanagihara, Una vita come tante, traduzione di Luca Briasco, Sellerio Editore, 2016,  p. 1094, ISBN 8838935688.